# Néstor Gorosito
Néstor Raúl "Pipo" Gorosito (Buenos Aires, 14 de maio de 1964) é um ex-futebolista argentino e treinador de futebol. Atualmente, comanda o Alianza Lima, do Peru.

## Biografia
Nascido em San Fernando, em 14 de maio de 1964, teve muitas deficiências e quando era jovem não tinha uma boa disposição física. O pai era jogador e na vizinhança era o melhor atleta. Ele não concluiu o ensino médio em Don Orione, embora sua mãe se sacrificasse limpando a casa por ele. Um dia a professora mandou chamá-la: "Olha, é melhor que seu filho não volte, porque você quebra a coluna trabalhando e ele fica jogando bola o dia todo. Pense em qualquer coisa menos em estudar." Foi no terceiro ano. Depois, estudou dois anos como marceneiro, trabalhou em uma carpintaria de 5 a 12 anos e cursou formação no River Plate. O apelidaram de "Pipo" porque seu pai era um grande admirador de Néstor "Pipo" Rossi, aquele "cinco" do River  e do time argentino dos anos de 1950, que jogou naquela posição.

## Carreira
Começou a sua carreira no River Plate, de 1982 a 1988, onde foi campeão da Libertadores e, consequentemente, do Copa Intercontinental de 1986. Foi comprado pelo San Lorenzo de Almagro, onde teve três passagens. A primeira em 1988, 1992 e em 1997, respectivamente, onde era ídolo no clube. Diante de sua boa atuação em campo, foi  convocado para a Seleção Argentina de Futebol, em 1989, e logo de cara foi vice-campeão da Copa América de 1989. Conquistou 2 Copas Américas, em 1991 e 1993. Em 1992 conquistou a Copa das Confederações. Também levantou mais 2 taças de torneios não-oficiais. No final de 1989 foi para a Áustria, no Swarovski Tirol, hoje extinto. Após a passagem na Europa, jogou no Chile diante da Universidad Católica com duas passagens, 1994 a 1995 e de 1999 a 2000, respectivamente. Inclusive foi uma peça importante para a Copa Libertadores da América de 1999, já que guiou o clube às oitavas de final da competição. Em 1996, teve uma rápida passagem pelo clube japonês Yokohama F. Marinos. Encerrou sua carreira como jogador em 2000.
Iniciou a carreira de treinador no Nueva Chicago. Já teve passagens em clubes relevantes argentinos, como San Lorenzo, Lanús, Rosário Central, Argentinos Juniors e River Plate. Foi campeão da Copa Sul-Americana de 2002, pelo San Lorenzo, e vice-campeão da mesma competição, porém pelo Tigre, em 2012. Em 2019, conquistou seu segundo título, o primeiro com o Tigre, dessa vez a Copa da Superliga Argentina de Futebol de 2019, batendo o poderoso Boca Juniors na final por 2 a 0. Como consequência do título, levou o clube para a Copa Libertadores da América de 2020. O Tigre caiu no Grupo B, juntamente com Palmeiras, Guaraní do Paraguai e Bolívar. O clube acabou ficando na última posição, com apenas 1 ponto conquistado, e com um saldo negativo de -14.
No dia 27 de outubro, em decorrência da eliminação, e da má campanha no torneio sul-americano, foi demitido do comando do Tigre, após 1 ano e 5 meses no cargo.
Em novembro de 2020, foi anunciado como novo treinador do Olimpia do Paraguai, em um projeto ambicioso que visava recolocar o clube entre os primeiros da liga, onde após um período de desconfiança da torcida e resultados irregulares, deixa a equipe em março do ano seguinte. 

## Títulos (jogador)
River Plate
- Campeonato Argentino: 1985-86
- Copa Libertadores da América de 1986
- Copa Intercontinental de 1986
- Copa Interamericana de 1986

Argentina
- Copa América: 1991, 1993
- Copa das Confederações FIFA: 1992
- Copa Intercontinental de Seleções: 1993
- Copa Kirin: 1992
- Copa Lipton: 1992

Universidad Católica
- Copa Interamericana: 1994
- Liguilla Pre-Libertadores: 1994, 1995
- Copa Chile: 1995

## Títulos (treinador)
Tigre
- Copa da Superliga Argentina de Futebol de 2019

Olimpia
- Campeonato Paraguaio de Futebol de 2020